# Plebicula apicipunctata
Plebicula apicipunctata är en fjärilsart som beskrevs av Hans-Joachim Hannemann 1931. Plebicula apicipunctata ingår i släktet Plebicula och familjen juvelvingar. Inga underarter finns listade i Catalogue of Life.